# Церковь Марии Магдалины (Красный Десант)
Церковь Марии Магдалины (Церковь в честь святой равноапостольной Марии Магдалины) — православный храм Ростовской и Новочеркасской епархии, Таганрогское благочиние, находящийся в хуторе Красный Десант Неклиновского района Ростовской области.

## История до революции
Церковь была сооружена в 1858 году помещиком Константином Егоровичем Бенардаки — сыном капитана русского фрегата «Феникс», участника Русско-турецкой войны в 1768-1774 годов — Георгия Бенардаки, грека по национальности. Храм был приходским для сельца Марьевка Таганрогского округа. После 1874 года Марьевка перешла в собственность Якова Соломоновича Полякова и была переименована в Поляковку. В 1899 году при храме была открыта Ново-Марьевская церковно-приходская, бесплатная, народная библиотека-читальня. После Гражданской войны, с 1924 года, сельцо стало хутором и названо Красный Десант. Церковь была освящена в честь Святой Марии Магдалины, особо почитаемой в сельце Марьевка. 

### Устройство церкви
Здание храма имеет в плане форму креста, находится под одной крышей с колокольней, и сложено из обожженного кирпича. Главный объем здания — это глухой четверик, на котором находится восьмигранный световой барабан, перекрытый приплюснутым шатром-луковицей. К основному зданию примыкает трапезная с трехъярусной шатровой колокольней. Декор здания соединяет элементы раннего Ренессанса и русского классицизма. Над главным входом в храм имеется древнерусская деталь — кокошник.
В восьмигранном барабане выстроено 16 вытянутых окон, завершающихся полукружьями. Колокольня также восьмигранная. Кровля — металлическая, окрас раньше был зелёный, в настоящее время — голубой. На главном куполе-луковичке и колокольне — небольшие шары, которые были позолоченными, потом утратили позолоту, но в настоящее время имеют свой первоначальный вид. Внутренние двери храма были деревянными, наружные — кованые железные; паперть — каменная. Внутри церкви потолок сводчатый, как и стены — оштукатуренный. Пол был деревянным, хоров не было, клирос и солея были деревянными. Иконостас был двухъярусный, алтарь — полукруглый, с престолом посредине. В церкви имеются две плиты с надписью о том, что под ними покоятся — храмоиздатель  Константин Бенардаки, его мать Мария Дмитриевна Бенардаки и сын Сергей.

## После революции
В советское время церковь была закрыта и разграблена, превращена в склад. В послевоенный период здание было приспособлено под бильярдную Дома отдыха, разместившегося в бывшей даче Якова Полякова. В 1960-е годы местным властям пришла идея перестроить здание храма под плавательный бассейн. Но это не было реализовано и в полуразрушенном виде храм просуществовал до конца 1980-х годов. 
В 1989 году жители Красного Десанта решили возродить церковь. Работы велись без архивных документов и помощи искусствоведов — жители спешили воспользоваться разрешением властей на восстановительные работы. По состоянию на 1 января 1993 года стены храма были полностью восстановлены, крыша покрыта и окрашена в голубой цвет, все сводчатые потолки оштукатурены и выбелены известью, пол устроен из коричневой метлахской плитки, установлен каркас деревянного иконостаса. Был расчищен огромный подпол, восстановлена часть уникальной кирпичной ограды и надвратная часть из дерева в виде древнерусского терема. К храму проведена дорога с асфальтовым покрытием, на его подворье построены приходской дом с церковно-приходской школой и здание мастерских.
В настоящее время храм действующий, его настоятелем является иерей Даниил Давиденко.
Адрес: Ростовская область, Неклиновский район, хутор Красный Десант, ул. Октябрьская, 1А.